# Guillierme
Automobiles Guillierme war ein französischer Hersteller von Automobilen und Nutzfahrzeugen.

## Unternehmensgeschichte
Das Unternehmen aus Paris begann 1906 mit der Produktion von Automobilen und Nutzfahrzeugen. Der Markenname lautete Guillierme. 1910 endete die Automobil- und 1914 die Nutzfahrzeugproduktion.

## Fahrzeuge
Das einzige Pkw-Modell war der 10/12 CV. Für den Antrieb sorgte ein Vierzylindermotor von Ballot mit 1846 cm³ Hubraum. Der Motor war vorne im Fahrzeug montiert und trieb über eine Kardanwelle die Hinterachse an. Bei den Lieferwagen war der Motor unter dem Sitz montiert. Zur Wahl standen der 10/12 CV und ein stärkerer 15/17 CV. Der 15/17 hatte 2412 cm³ Hubraum mit einer Bohrung von 80 mm und 120 mm Hub.